# 佐原義連
佐原 義連（さわら よしつら）は、平安時代末期から鎌倉時代初期の武将。

## 生涯

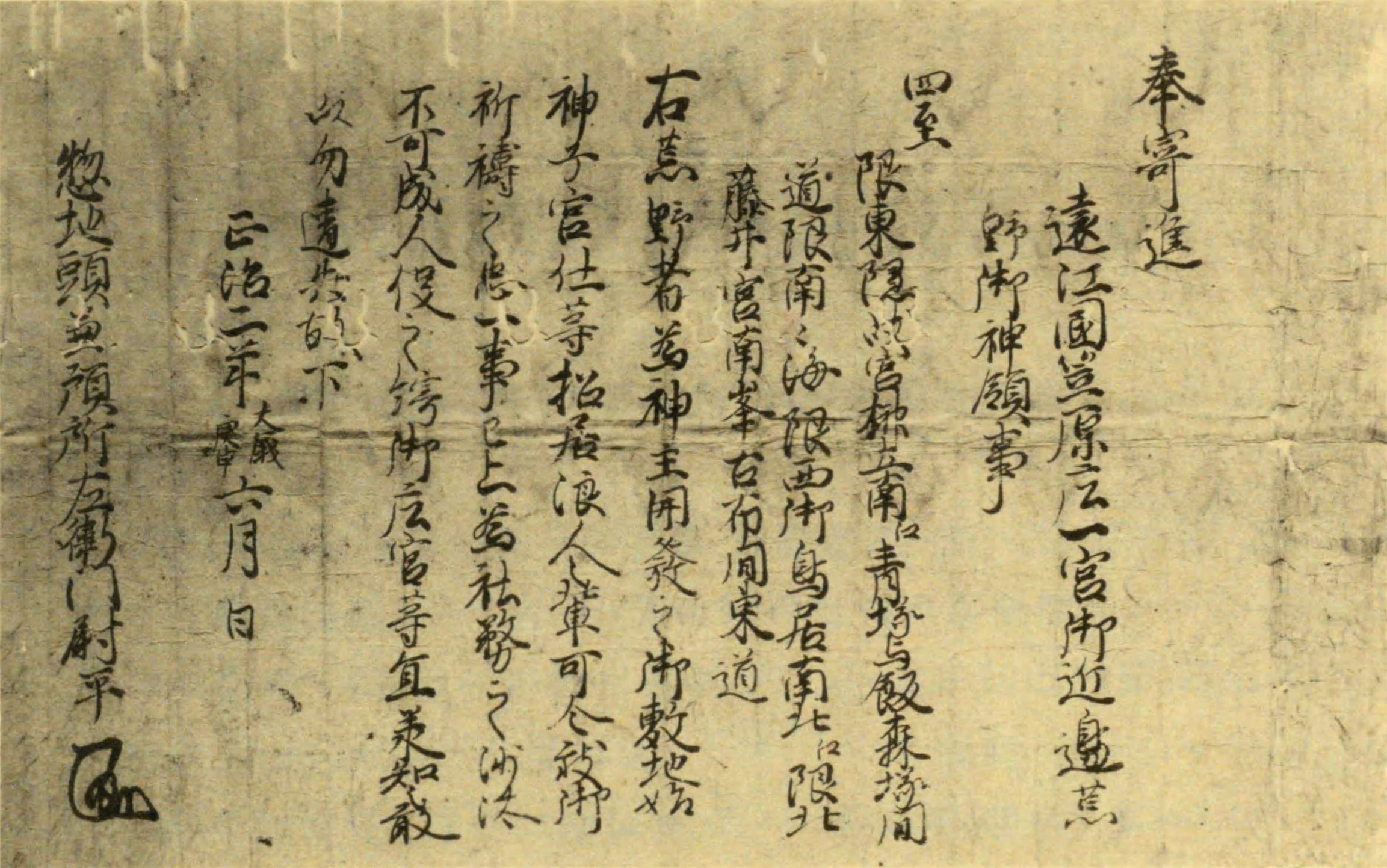
高松神社に対する神領の寄進状（『惣地頭兼預所平十郞左衛門尉神領寄進狀』正治2年6月、個人蔵）。「遠江國笠原庄一宮近邊荒・野御神領事。」と記されており「惣地頭兼預所左衛門尉平」と署名されている

相模国の豪族・三浦義明の末子。三浦氏の本拠・相模国衣笠城の東南・佐原城（現在の神奈川県横須賀市佐原）に居住していたため、佐原氏を称する。
治承4年（1180年）8月の源頼朝挙兵に一族と共に参じて御家人となる。養和元年（1181年）4月、義連は頼朝の寝所を警護する11名の内に選ばれた（『吾妻鏡』養和元年4月7日条）。同年6月に頼朝が納涼のために三浦へと出かけたおり、三浦氏とともに上総広常も出迎えたが、広常は下馬の礼をとらず、頼朝に近侍していた義連がそれを咎めたとか、酒宴の席でその広常と三浦一族の岡崎義実とが水干のことで乱闘寸前になったときに義連が割って入ってその場を納め、頼朝の御感に与ったなどと書かれている（『吾妻鏡』養和元年6月19日条）。ただし『吾妻鏡』は鎌倉時代後期の編纂であり、どこまで正確なものかは疑わしい。
治承・寿永の乱では一ノ谷の戦いで源義経率いる搦手軍に属し、「鵯越の逆落とし」で真っ先に駆け下りた武勇が『平家物語』に描かれている。1672年に刊行された『会津旧事雑考』によれば、義連は文治5年（1189年）7月の奥州合戦に従軍し、その功により、陸奥国会津四郡（会津・大沼・河沼・耶麻）を与えられたとしている。これは後世の編纂であるから、そのまま信じることはできないが、嘉禄3年（1227年）7月、浄土宗多念義派（長楽寺義）の祖隆寛律師（法然の弟子）が奥州に流罪と決した際（嘉禄の法難）、奥州に所領を持つ佐原盛時（義連の孫）の預かりとなっている事実から、盛時が宝治合戦以前より会津郡耶麻郡加納庄を領していたことへの傍証となる。また宝治合戦（1247年）の時点で、盛時の異母兄が会津の北田や藤倉を名字地とする北田広盛・藤倉盛義の名が『吾妻鏡』にみえるから、佐原氏が宝治合戦以前から会津を所領としていたことは明らかである。
文治2年（1186年）、北条時政の後任の紀伊国総追捕使となった。このとき、自身は鎌倉に留まり、任地には代官として少刑部真清を派遣した。
文治5年（1189年）の北条時房の元服の際、頼朝の命により烏帽子親となる。建久元年（1190年）の頼朝上洛に従い、左衛門尉に任ぜられる。関東御領遠江国笠原荘の惣地頭兼預所も務めた。
建久7年（1196年）11月から建仁3年（1203年）5月まで和泉国の守護を務めた。義連を同国守護に補任したことを示す建久7年（1196年）11月7日付の書状が残っている（『鎌倉遺文』）。
没年には諸説あり、「異本塔寺長帳」では建久3年（1192年）4月15日に75歳で死去、「葦名系図」では建仁3年（1203年）5月17日に78歳で死去、「葦名家由緒考證」では承久3年（1221年）4月15日に82歳で死去とある。『大阪府史』では建仁3年（1203年）死去としている。
1973年1月10日、義連の墓と伝わる「伝佐原義連廟所」が横須賀市の重要文化財に指定された。

## 画像集

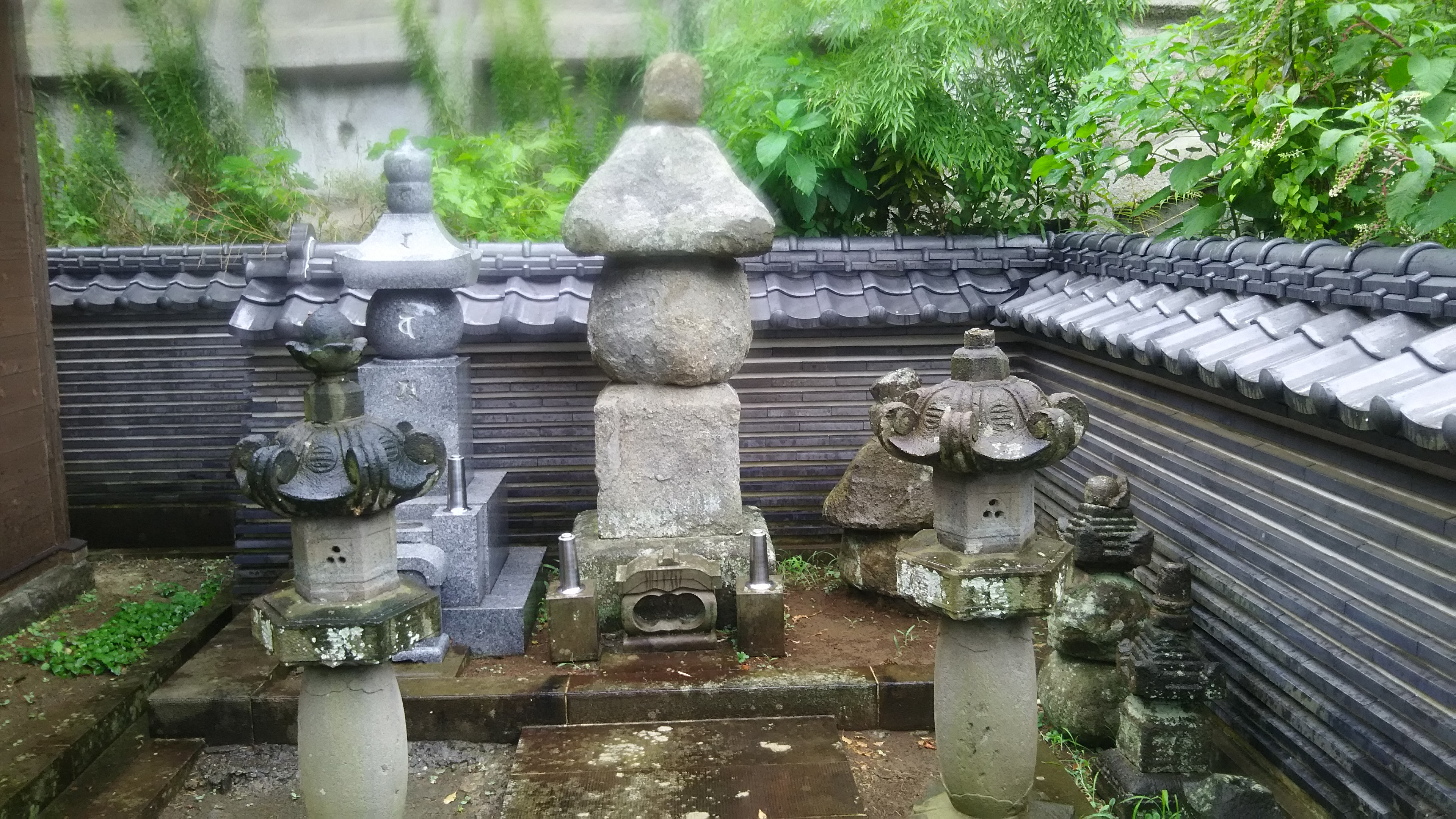
伝佐原義連廟所（満願寺裏山観音堂右手、横須賀市岩戸1₋4₋9）
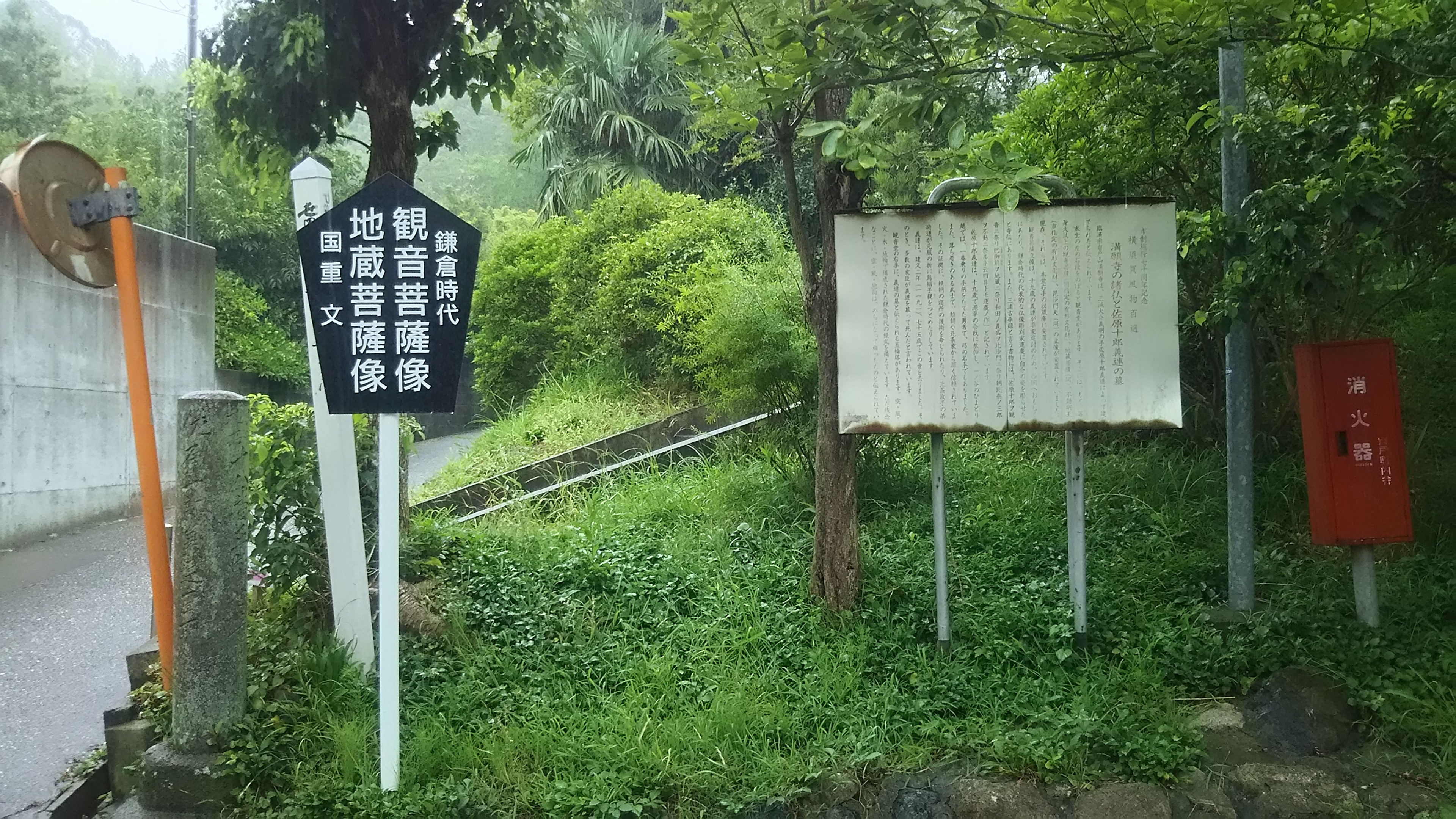
満願寺入口（諸仏と佐原十郎義連墓説明板、京浜急行北久里浜駅）
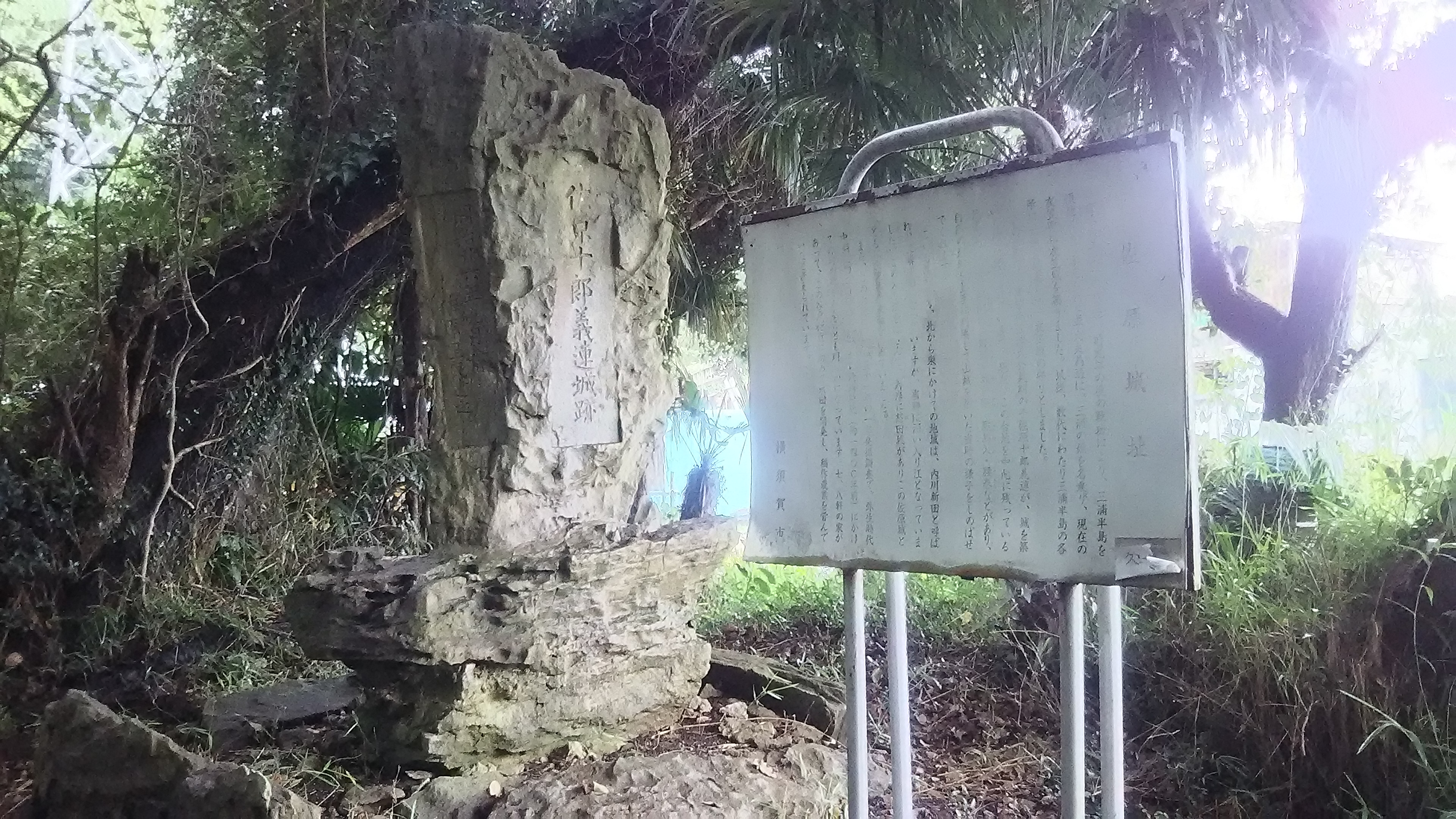
佐原城址（聖徳院側、京急バス佐原三丁目近く）